# Dajt
Dajt là một đô thị trong quận Tirana thuộc hạt Tirana, Albania. Dân số năm 2005 là 8635 người.